# Loßburger Sandstein

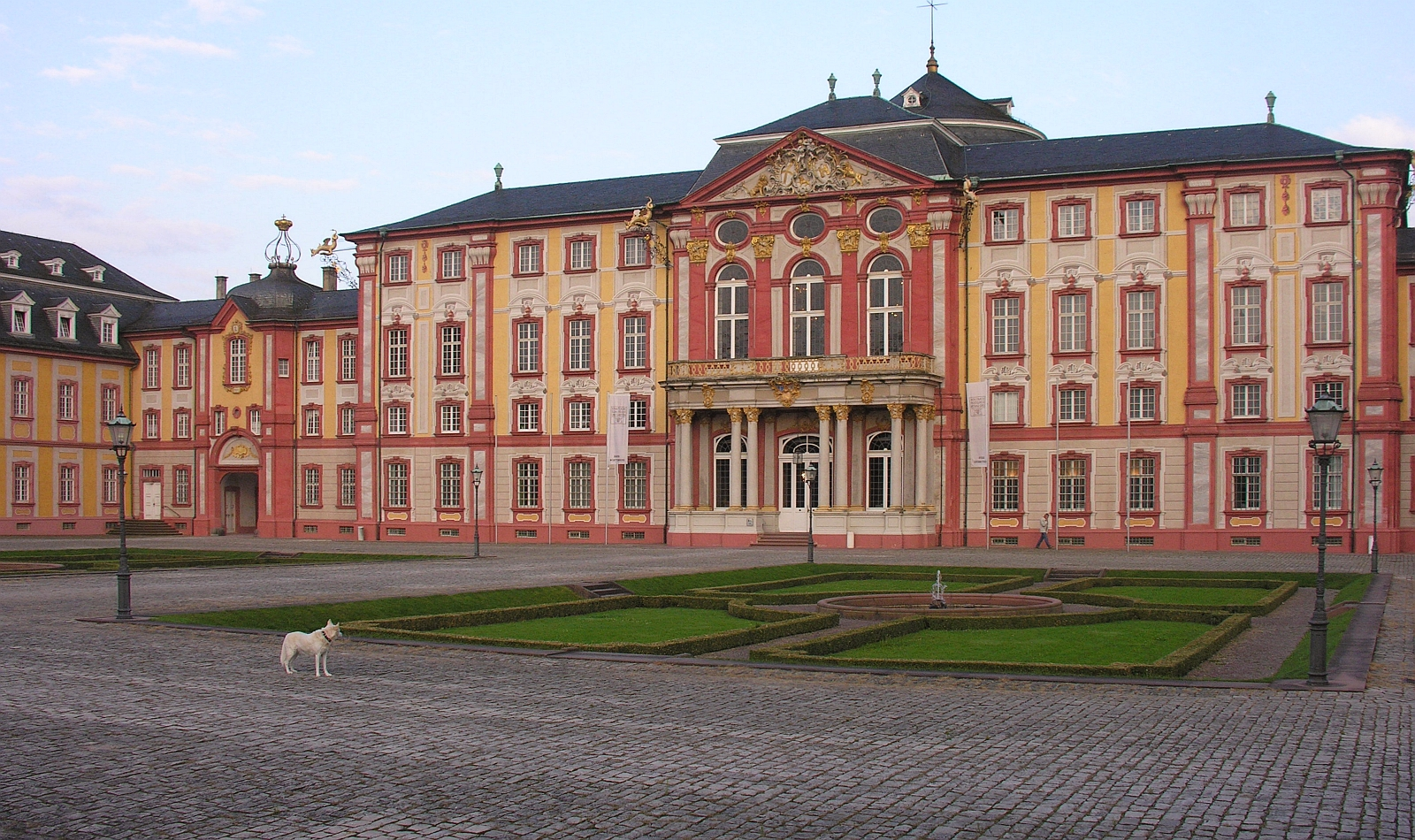
Vorderseite des Schlosses Bruchsal aus Loßburger Sandstein

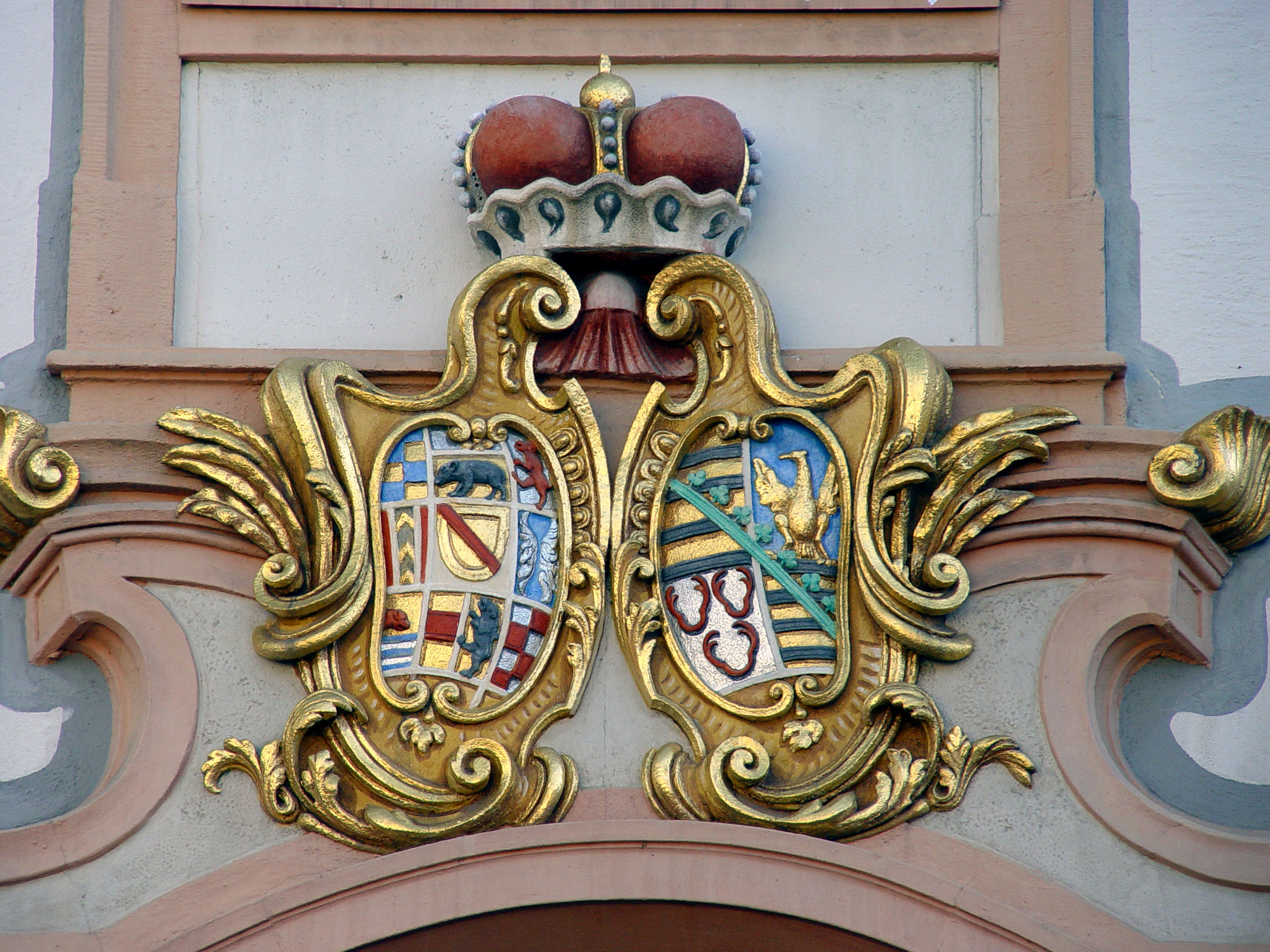
Barockes Wappen am Schloss Ettlingen aus Loßburger Sandstein. Die roten Bauteile aus Stein wurden farblich gefasst.

Der Loßburger Sandstein, auch Loßburger Plattensandstein genannt, gehört zu den Plattensandsteinen. Er wird in Lombach bei Loßburg im Nordschwarzwald in Baden-Württemberg gebrochen und entstand in der geologischen Zeit des Oberen Buntsandsteins.

## Gesteinsbeschreibung und Mineralbestand
Es handelt sich um einen violett bis dunkelroten Sandstein mit Glimmereinlagerungen, der in seinem Erscheinungsbild rosa wirkt. Er ist tonig-ferritisch (Ton-Eisen) gebunden und zeigt an seiner Oberfläche kleinste gleichmäßig verteilte Tonnester.
Seine Komponenten sind 68 Prozent Quarz, 21 Prozent Gesteinsbruchstücke, 9 Prozent Alkalifeldspat, 2 Prozent Muskovit und die Akzessorien Biotit, Rutil, Apatit und opake (undurchsichtige) Mineralkörner. Die Korngröße beträgt 0,05 bis 0,3 Millimeter. Es handelt sich um einen schwach feldspatführenden Sandstein mit Gesteinsbrüchstücken.

## Verwendung
Aufgrund seiner tonig-ferritischen Bindung ist er lediglich schwach verwitterungsbeständig, sandet, blättert und schalt ab. Bei einem Einbau senkrecht zum Lager sind großflächige Abschalungserscheinungen vorprogrammiert, die durch die plattig eingelagerten Glimmer, Biotit und Muskovit, begünstigt werden. Verbaut wurde der Loßburger Sandstein beispielsweise am Schloss Bruchsal und Schloss Ettlingen.
Die Natursteine werden für Monumentalbauten im Hoch- und Brückenbau, ebene und profilierte Werksteine, Fußbodenplatten, Haussockel, Tröge, Denkmale und Grabmale sowie für Boden- und Wandplatten und filigrane Steinbildhauerarbeiten verwendet.

## Weblink
- Sandsteine in Baden-Württemberg (Memento vom 8. Juni 2014 im Internet Archive)

## Einzelnachweis
1. ↑  Grimm: Denkmalatlas wichtiger Denkmalgesteine. Gestein Nr. 088 (siehe Literatur)